# Pułhanów
Pułhanów (ukr. Промінь) – wieś położona na Ukrainie, w rejonie łuckim, w obwodzie wołyńskim, w 2001 r. liczyła 520 mieszkańców.
Znajduje tu się przystanek kolejowy Promiń, położony na linii Lwów – Kiwerce.